# FC Barsa Sumy
Futbolnyj centr Barsa Sumy (ukrajinsky: Футбольний центр «Барса» Суми) je ukrajinský fotbalový klub sídlící v Sumách.
Své domácí zápasy odehrává na stadionu Barsa s kapacitou 1 000 diváků.

## Umístění v jednotlivých sezonách
Zdroj: 
Legenda: Z – zápasy, V – výhry, R – remízy, P – porážky, VG – vstřelené góly, OG – obdržené góly, +/- – rozdíl skóre, B – body, červené podbarvení – sestup, zelené podbarvení – postup, fialové podbarvení – reorganizace, změna skupiny či soutěže
| Ukrajina (2013 – ) |                |        |    |   |   |    |    |    |     |    |        |
| Sezóny             | Liga           | Úroveň | Z  | V | R | P  | VG | OG | +/- | B  | Pozice |
| 2013               | AAFU – sk. III | 4      | 8  | 2 | 2 | 4  | 6  | 11 | -5  | 8  | 5.     |
| …                  |                |        |    |   |   |    |    |    |     |    |        |
| 2015/16            | Druha liha     | 3      | 26 | 5 | 3 | 18 | 14 | 51 | -37 | 18 | 12.    |